# 中島望
中島 望（なかしま のぞむ、1968年 - ）は、日本の作家。

## 略歴
和歌山県出身。国際空手道連盟極真会館所属。
1999年『Kの流儀 フルコンタクト・ゲーム』で第10回メフィスト賞を受賞しデビュー。

## 作品リスト

### 「フルコンタクト・ゲーム」
- 『Kの流儀』（講談社ノベルス） 1999年
- 『牙の領域』（講談社ノベルス） 2000年

### 「ルシフェル」シリーズ
- 『十四歳、ルシフェル』（講談社ノベルス） 2001年
- 『地獄変』（講談社ノベルス） 2005年

### 「宇宙捕鯨船バッカス」シリーズ
- 『宇宙捕鯨船バッカス』（ハルキ・ノベルス） 2005年
- 『ランデヴーは危険がいっぱい』（ハルキ・ノベルス） 2006年
- 『ベテルギウス決死圏』（ハルキ・ノベルス） 2006年

### シリーズ外
- 『人形はひとりぼっち The doll hunter』（富士見ミステリー文庫） 2004年
- 『ハイブリッド・アーマー』（ハルキ・ノベルス） 2004年
- 『クラムボン殺し』（講談社ノベルス） 2006年
- 『一角獣幻想（ユニコーンナイトメア）』（講談社ノベルス） 2009年
- 『天才! 織田信長 - 戦国最強ヒーローのすべて』（集英社みらい文庫伝記シリーズ） 2018年4月
- 『稲むらの火の男 浜口儀兵衛』（講談社） 2022年6月

### アンソロジー収録作品
- 「家族だんらん」 （集英社みらい文庫、『ネット・ホラー - スマホの中には悪魔がいる』） 2015年11月